# Йоан Ігна
Йоан Ігна (рум. Ioan Igna, нар. 4 червня 1940) — колишній румунський футбольний арбітр та гравець.

## Біографія
Ігна грав у футбол за УТА Арадь у 1957—1960 та 1964—1967 роках, а також у «Штіїнці» (Тімішоара) між 1961 та 1964 роками.
У 1972 році став футбольним арбітром. Він відомий тим, що відсудив два матчі на чемпіонаті світу 1986 року в Мексиці, включаючи чвертьфінальний матч між Бразилією та Францією. Ігна прийняв два суперечливі рішення під час поєдинку. У другому таймі додаткового часу він не призначив пенальті за фол бразильського воротаря Карлоса на нападнику збірної Франції Бруно Беллоні Оглядач BBC Джиммі Гілл описав рішення румунського арбітра про ігнорування фолу Карлоса як «крайню помилку». А у серії пенальті він зарахував гол, коли м'яч після удару Беллона потрапив у штангу, після чого влучив у воротаря Карлоса, від якого і залетів у ворота, що викликало протести бразильців. Згодом правила були змінені, щоб спеціально вирішити ситуацію, що сталася при виконанні цього пенальті.
Він також судив другий фінальний матч Кубка УЄФА 1987 року та півфінал чемпіонату Європи 1988 року у ФРН між Нідерландами та Західною Німеччиною (2:1), призначивши у ворота обох команд по пенальті. Після гри обидва одинадцятиметрові були визнані футбольними аналітиками невиправданими. Пізніше Ігна зізнався, що розпочав гру травмою, і тому не зміг слідкувати за пенальті
Він також працював на молодіжному чемпіонаті світу 1981 року в Австралії та молодіжному чемпіонаті Європи 1982 року, відсудивши по одній гри.
У 1984 році він був включений до списку суддів до футбольного турніру на Олімпіаді в Лос-Анджелесі, де судив матч групового етапу Саудівська Аравія — ФРН (0:6).
Закінчив свою кар'єру в 1989 році. З 2009 по 2010 рік він був головою суддівського комітету Румунської футбольної асоціації.